# Aristide Bancé
Aristide Bancé (ur. 19 września 1984 w Abidżanie) – burkiński piłkarz występujący na pozycji napastnika w Williamsville AC.

## Kariera klubowa
Bancé urodził się w Wybrzeżu Kości Słoniowej, ale jako dziecko emigrował z rodzicami do Burkina Faso. Karierę piłkarską rozpoczynał jednak w Wybrzeżu Kości Słoniowej. Jako junior grał tam w klubach Stade d’Abidjan, RFC Daoukro oraz Athlétic Adjamé. W 2002 roku wrócił do Burkina Faso, gdzie został zawodnikiem Santos Wagadugu. W 2003 roku przeszedł do belgijskiego KSC Lokeren. W Jupiler League zadebiutował 1 sierpnia 2003 w wygranym 2:1 meczu z Germinalem Beerschot. W Lokeren grał przez trzy sezony.
Latem 2006 przeniósł się do ukraińskiego Metałurhu Donieck. Od czasu debiutu pełnił tam rolę rezerwowego. W sezonie 2006/2007 zagrał tam w 12 ligowych meczach i zdobył w nich 2 bramki. W sezonie 2007/2008 przebywał na wypożyczeniach w belgijskim Germinalu Beerschot oraz niemieckim Kickers Offenbach. Po zakończeniu tamtego sezonu odszedł z Metałurha.
Podpisał kontrakt z niemieckim 1. FSV Mainz 05, grającym w 2. Bundeslidze. Pierwszy ligowy występ w barwach Mainz zanotował 29 sierpnia 2008 przeciwko VfL Osnabrück (4:2). W tamtym meczu strzelił dwa gole. W sezonie 2008/2009 zajął z klubem 2. miejsce w lidze i awansował z nim do Bundesligi. W 2010 roku odszedł do Al-Ahli Dubaj. W 2011 roku został piłkarzem katarskiego Umm-Salal SC.
Latem 2012 roku został piłkarzem FC Augsburg. W 2013 roku wypożyczono go do klubu Fortuna Düsseldorf. Następnie grał w takich klubach jak: HJK Helsinki, Irtysz Pawłodar i Chippa United FC. W 2016 trafił do Riga FC. Następnie grał w ASEC Mimosas, Al-Masry, US des Forces Armées i Horoya AC. W 2021 przeszedł do Williamsville AC.

## Kariera reprezentacyjna
Bancé jest reprezentantem Burkina Faso. W drużynie narodowej zadebiutował w 2003 roku. Był uczestnikiem eliminacji Mistrzostw Świata 2006, jednak jego reprezentacja nie awansowała na ten turniej. Wystąpił ze swoją reprezentacją w Pucharze Narodów Afryki 2013, a w półfinale strzelił bramkę która wyrównała wynik spotkania z Ghaną. Po serii rzutów karnych jego zespół awansował do finału, a Bancé strzelił jedną z bramek.